# 7897 Bohuška
7897 Bohuška è un asteroide della fascia principale. Scoperto nel 1995, presenta un'orbita caratterizzata da un semiasse maggiore pari a 3,0804078 UA e da un'eccentricità di 0,1960476, inclinata di 4,01590° rispetto all'eclittica.
L'asteroide era stato inizialmente battezzato 7897 Bohuska per poi essere corretto nella denominazione attuale.
L'asteroide è dedicato a Bohumila Šarounová, madre della scopritrice.